# Poets of the Fall
Poets of the Fall is een Finse rockband uit Helsinki.

## Bandnaam
De bandnaam Poets of the Fall werd bedacht toen de bandleden nadachten over wat er van grote invloed was op hun leven. Ze kwamen tot de conclusie dat de herfst en de regen er een grote rol in speelden. De herfst is grimmig en dat kwam ook terug in hun muziek, vonden ze.

## Geschiedenis
De band werd in 2003 opgericht door zanger Marko, gitarist Olli en toetsenist Captain. Marko verkocht al zijn spullen om te kunnen investeren in de liefde van zijn leven: muziek. Hij verhuisde naar de kelder van zijn ouders omdat hij zijn eigen woonruimte niet meer kon betalen. De band bouwde een kleine studio in de woonkamer van Captain om hun muziek op te nemen en te produceren. Het resultaat was een mix van pop, rock, metal en industriële geluiden. Later werden gitarist Jaska, bassist Jani en drummer Jari toegevoegd aan de band.
In 2004 kwam de eerste single van de band uit: ‘Late Goodbye’. Dit lied was geschreven voor het tweede deel van computerspel Max Payne. Doordat het nummer in het spel zat bereikte het miljoenen mensen en kwam het op nummer 1 in de Finse hitlijsten.
Hun debuutalbum ‘Signs of Life’ kwam in januari 2005 ook gelijk op nummer 1 binnen in de Finse albumtop. Hetzelfde gebeurde met hun tweede album ‘Carnival of Rust’. Beide albums zijn inmiddels platina in Finland.
Het derde album ‘Revolution Roulette’ kwam wederom op 1 binnen in de Finse albumtop. De band schreef vervolgens geschiedenis doordat dit met de release van het vierde album ‘Twilight Theatre’ opnieuw gebeurde.
Poets of the Fall heeft onder andere opgetreden in Finland, Zweden, Noorwegen, Denemarken, Duitsland, Nederland, Zwitserland, Oostenrijk, Estland, Rusland, Oekraïne, Roemenië, Litouwen, de Verenigde Staten en India. Hun eerste optreden in Nederland vond plaats op 9 oktober 2014 in de Cultuurpodium Boerderij in Zoetermeer.

### Leden
- Marko Saaresto (zang)
- Olli Tukiainen (gitaar)
- Markus “Captain” Kaarlonen (toetsen)
- Jaska Mäkinen (gitaar)
- Jani Snellman (bas)
- Jari Salminen (drums)

## Stijl
De muziek van Poets of the Fall is over het algemeen tamelijk rustige rockmuziek. Vooral in de zanglijn zijn veel melodieën terug te horen. Hun muziek is vaak te horen op de (Finse) radio.

## Discografie

### Albums
- Signs of Life (2005)
- Carnival of Rust (2006)
- Revolution Roulette (2008)
- Twilight Theatre (2010)
- Alchemy Vol. 1 (cd+dvd-verzamelalbum) (2011)
- Temple of Thought (2012)
- Jealous Gods (2014)
- Clearview (2016)
- Ultraviolet (2018)
- Alexander Theatre Sessions (2020)
- Ghostlight (2022)

### Singles
- Late Goodbye (2004)
- Lift (2004)
- Maybe Tomorrow is a Better Day (2004)
- Carnival of Rust (2006)
- Sorry Go ‘Round (2006)
- Locking Up the Sun (2006)
- The Ultimate Fling (2008)
- Diamonds for Tears (2008)
- Revolution Roulette (Radio Promo) (2008)
- Dreaming Wide Awake (2010)
- War (Radio Promo) (2010)
- Can You Hear Me (2011)
- Cradled in Love (2012)
- The Happy Song (2012)
- Kamikaze Love (2012)
- The Lie Eternal (2012)
- Daze (2014)
- Love Will Come to You (2015)
- Choice Millionaire (2015)
- Drama for Life (2016)
- False Kings (2018)
- Dancing on Broken Glass (2018)
- Partir avec moi (2019)
- Requiem for My Harlequin (2022)

### Muziekvideo’s
- Late Goodbye (2005)
- Lift (2005)
- Carnival of Rust (2006)
- Locking Up the Sun (2006)
- The Ultimate Fling (2008)
- Diamonds for Tears (2008)
- Carnival of Rust (Speciale opnieuw uitgebrachte versie) (2009)
- Dreaming Wide Awake (2010)
- War (2010)
- Can You Hear Me (2011)
- Cradled in Love (2012)
- Moonlight Kissed (2016)

## Prijzen
- Beste Finse Act (MTV Europe Music Awards 2006)
- Beste Finse Muziekvideo aller tijden (TV2's Musiikki-TV) en beste muziekvideo van 2006 (The Voice (video Carnival of Rust)))
- Twee Emma Awards (de Finse Grammy’s) in 2005 – Beste debuutalbum en beste nieuwe act
- De Bronzen Muuvi en People's Choice Muuvi 2006 Awards (video Carnival of Rust)
- Beste Finse band (NRJ Radio Awards 2006)
- Nieuwkomer van het jaar op commerciële radiostations (in 2005)